# Ichthiacris
Ichthiacris is een geslacht van rechtvleugeligen uit de familie Pyrgomorphidae. De wetenschappelijke naam van dit geslacht is voor het eerst geldig gepubliceerd in 1905 door Bolívar.

## Soorten
Het geslacht Ichthiacris omvat de volgende soorten:
- Ichthiacris aptera Hebard, 1932
- Ichthiacris californica Bolívar, 1905
- Ichthiacris celata Kevan, 1990
- Ichthiacris costulata Bolívar, 1905
- Ichthiacris elongata Kevan, Singh & Akbar, 1964
- Ichthiacris parva Kevan, 1990
- Ichthiacris rehni Bolívar, 1905
- Ichthiacris spinifera Kevan, 1990